# Фауна Грузии

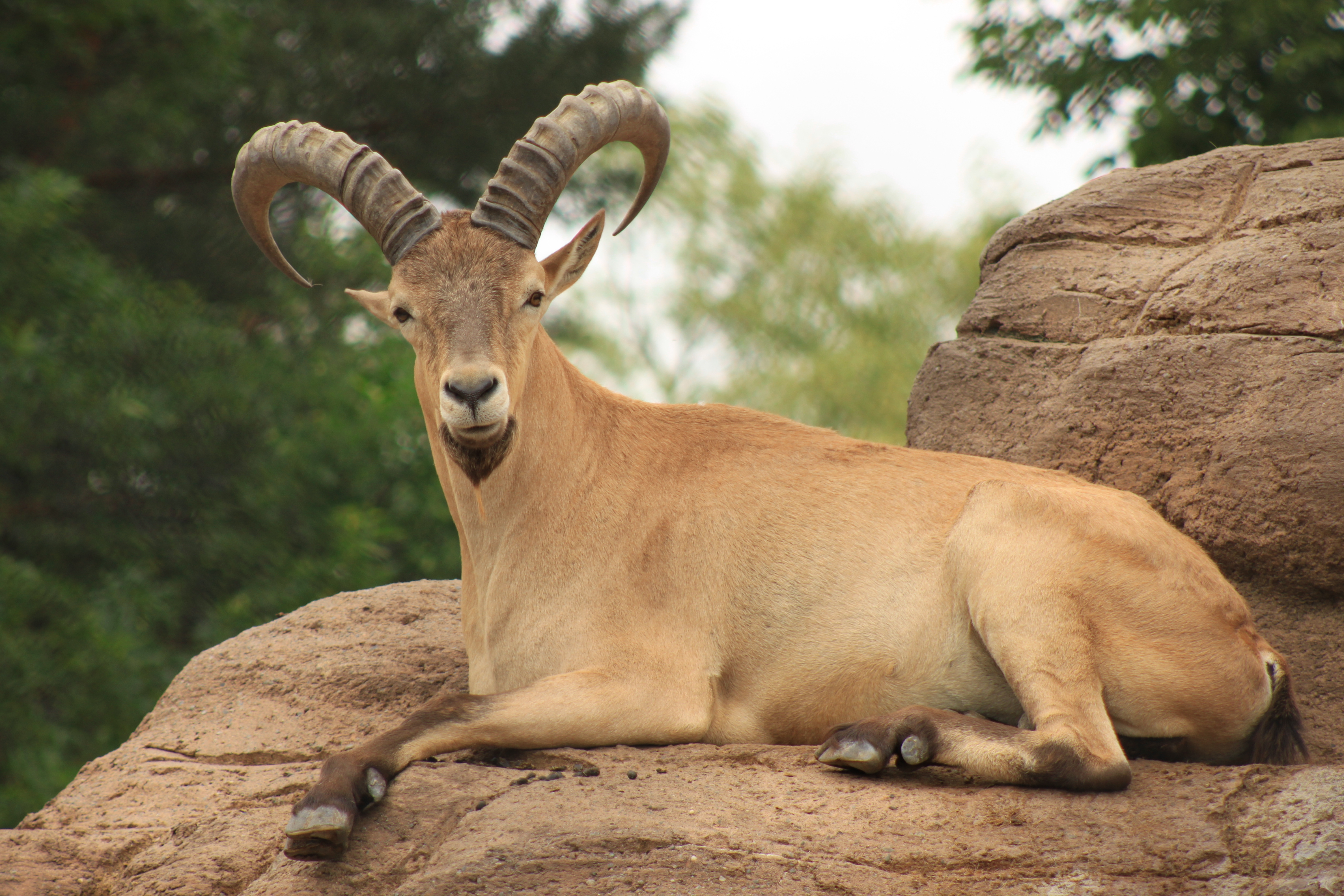
Западнокавказский тур

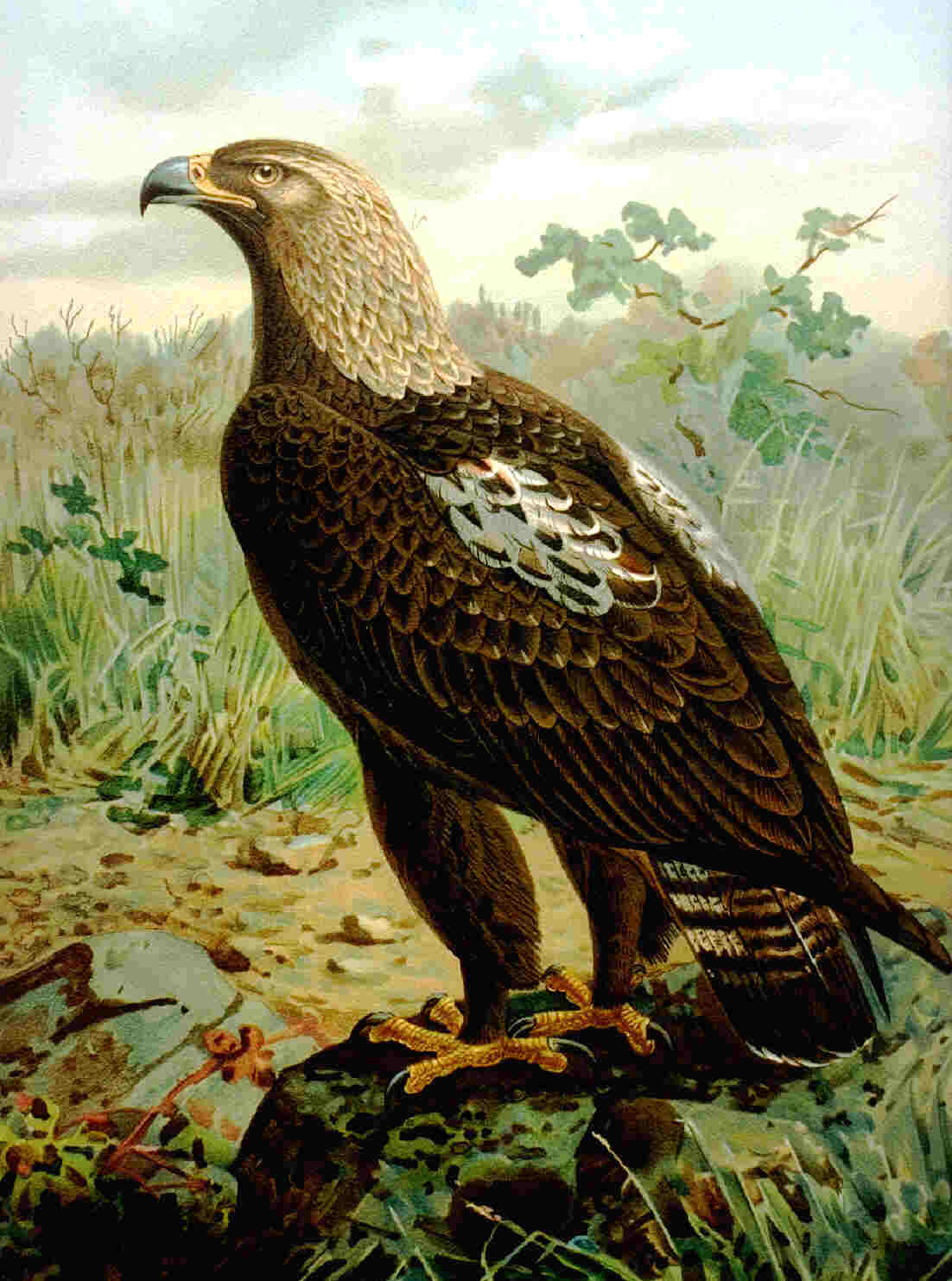
Орёл-могильник

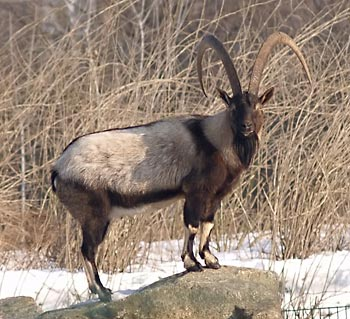
Безоаровый козёл

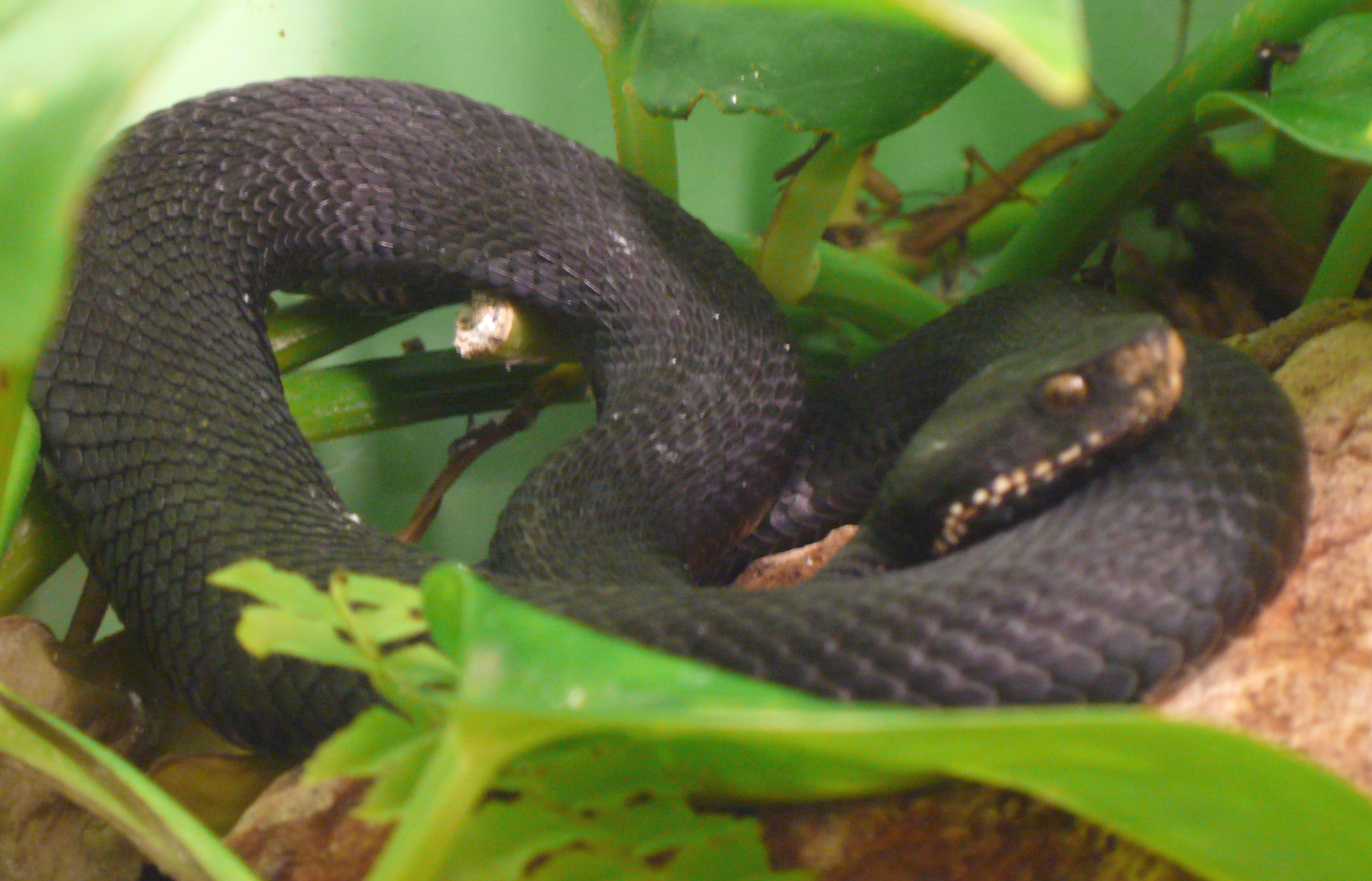
Кавказская гадюка

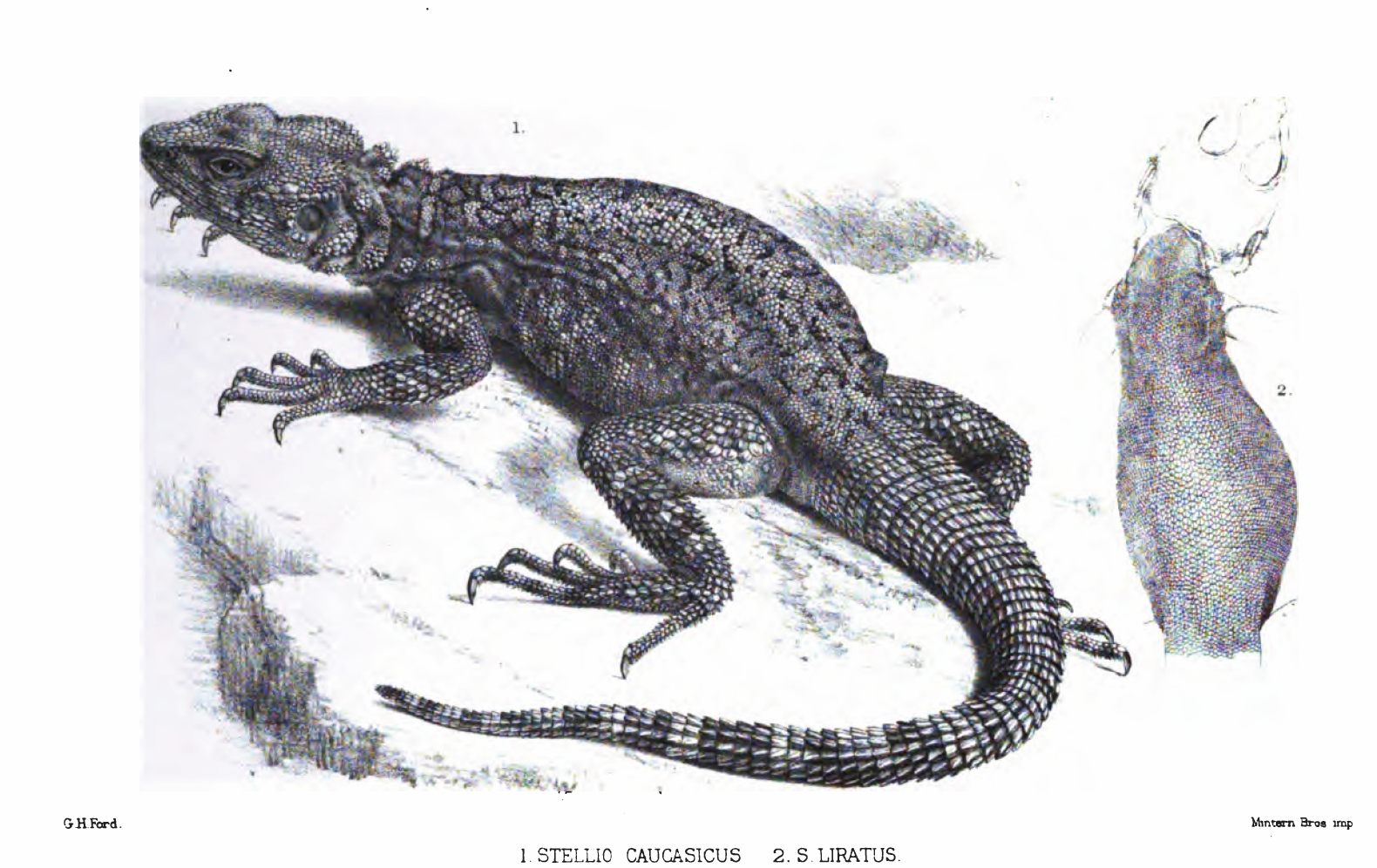
Кавказская агама

Фауна Грузии представлена разнообразными зоогеографическими элементами с преобладанием средиземноморских, кавказских, европейских и переднеазиатских представителей животного мира.

## Введение
Для экосистем Грузии обычны такие крупные млекопитающие, как медведь, волк, лиса, благородный олень, косуля, кабан. На грани вымирания находится леопард, считавшийся исчезнувшим на Кавказе видом и вновь обнаруженный грузинскими зоологами в 2001 году. Полосатая гиена и джейран также находятся на грани вымирания. В XX веке окончательно исчезли черноморский тюлень-монах и туранский тигр, но появились (были интродуцированы) и новые виды, такие как енот-полоскун (Северная Америка) и енотовидная собака (Дальний Восток), а также подвид белки обыкновенной — белка-телеутка.
В альпийском и субальпийском поясе характерны два вида туров: дагестанский и кавказский, которые встречаются в высокогорьях Большого Кавказа и являются эндемиками Кавказа.
Рядом с морским побережьем Грузии из млекопитающих встречаются 3 вида дельфинов — белобочка, афалина и морская свинья. Кроме того, в 1939 году около Батуми был отмечен белобрюхий тюлень. Из морских рыб встречаются в числе прочих: акулы, скаты, белуги, русский и атлантический осетры, черноморский лосось, хамса, сельди, морские собачки, камбалы, иглы-рыбы, морские коньки и другие.

## Биоразнообразие

#### Позвоночные
- Класс Млекопитающие в Грузии насчитывает более 109 видов. Список видов
- Класс Птицы — более 330 видов.
  - Виды птиц: розовый скворец, персидский соловей, степной рябчик, горная куропатка, фазан, кавказский тетерев, горная индейка, перепел, дрофа, стрепет, каспийский улар, турач, сапсан, степной орёл, орёл-могильник, болотный лунь, малый подорлик, обыкновенный канюк, чеглок, гриф, филин и другие.
- Класс Рептилий в Грузии насчитывает 52 вида, включая 3 вида черепах, 27 видов ящериц и 23 вида змей (из них 3 вида змей и 12 ящериц — эндемики Кавказа). Список видов.
- Класс Амфибии представлен 13 видами (один вид квакши, 3 вида жаб, по два представителя родов Настоящие лягушки и Чесночницы, одна саламандра и 4 вида тритонов). Список видов.
- В водах Грузии обнаружено около 84 вида пресноводных рыб, а также 6 интродуцированных видов.
  - Виды рыб: форель, черноморский лосось, атлантический осетр, щука, лещ, тарань, вобла, красноперка, жерех, колхидский подуст, храмули, колхидский усач, кавказский голавль, сазан, судак, речной окунь, угорь и другие.

#### Беспозвоночные
На территории Грузии обитает свыше 11 000 видов беспозвоночных.
- Членистоногие — свыше 9 150 видов.
  - Насекомые — свыше 8 230 видов.
    - Муравьи — 142 вида

  - Паукообразные[2].

## Красная книга Грузии
В некоторых районах Грузии (в Хевсуретии и Тушетии) водится безоаровый козел, который, как вымирающий вид, внесен в Красную книгу Грузии. Из других животных в Красную книгу Грузии включены: атлантический осётр, кавказская саламандра, малоазиатский тритон, кавказская крестовка, кавказская гадюка, эскулапова змея, средиземноморская черепаха, дрофа, стрепет, каспийский улар, кавказский тетерев, сокол-сапсан, степной орёл, орёл-могильник, турач, кавказская норка, перевязка, полосатая гиена, джейран.
В XIX веке в Грузии обитали зубры (последний был убит в 20-е годы XX века), бобр, тюлень-монах, каспийский тигр. В исторический период были также азиатские львы и туры. Последний экземпляр кавказского лося был убит в 1810 году. Для сохранения редкой фауны Грузии учреждены заповедники (Лагодехский, Боржомский, Сагурамский, Рицинский, Кинтришский и другие).

## Ископаемая фауна
В палеофауне Дманиси эпохи палеолита обнаружены — слоны, носороги, кабалоидные лошади, волки, медведи, рыси, леопарды, олени, косули, ископаемые козлы, первобытные быки и хомяки, и останки крупной птицы, предположительно из отряда страусовых. Озёрные отложения Дманиси, фаунистические остатки и каменные предметы датируются 0,53±0,20 млн лет. д.н. эры.
Наибольшую известность Дманисское поселение получило после обнаружения Homo georgicus, (русск. Человек грузинский), вымершего вида людей.

## Списки животных Грузии
- Список млекопитающих Грузии
- Список пресмыкающихся Грузии
- Список земноводных Грузии
- Список муравьёв Грузии